# Otane
Otane – miasto w Nowej Zelandii, na Wyspie Północnej, w regionie Hawke’s Bay.